# غلات
غَلات گیاهانی از خانواده گندمیان هستند که گیاهان علفی تک‌لپه‌ای بوده و دانه‌های ریز آن‌ها، مصرف خوراکی دارد. غلات، گیاهانی یک‌ساله هستند، یعنی چرخهٔ زندگی خود را در یک فصل زراعی به پایان می‌رسانند. گونه‌های سردسیری غلات (گندم، جو و چاودار) در فصل پاییز و اوایل بهار کشت شده و در اواسط تا اواخر تابستان هم برداشت می‌شوند. گونه‌های گرمسیری غلات (برنج، ذرت، ذرت خوشه‌ای و ارزن) نیز با توجه به شرایط آب و هوایی در اواخر بهار یا اوایل تابستان کشت شده و اواخر تابستان یا اوایل پاییز هم برداشت می‌شوند.

## تاریخچه

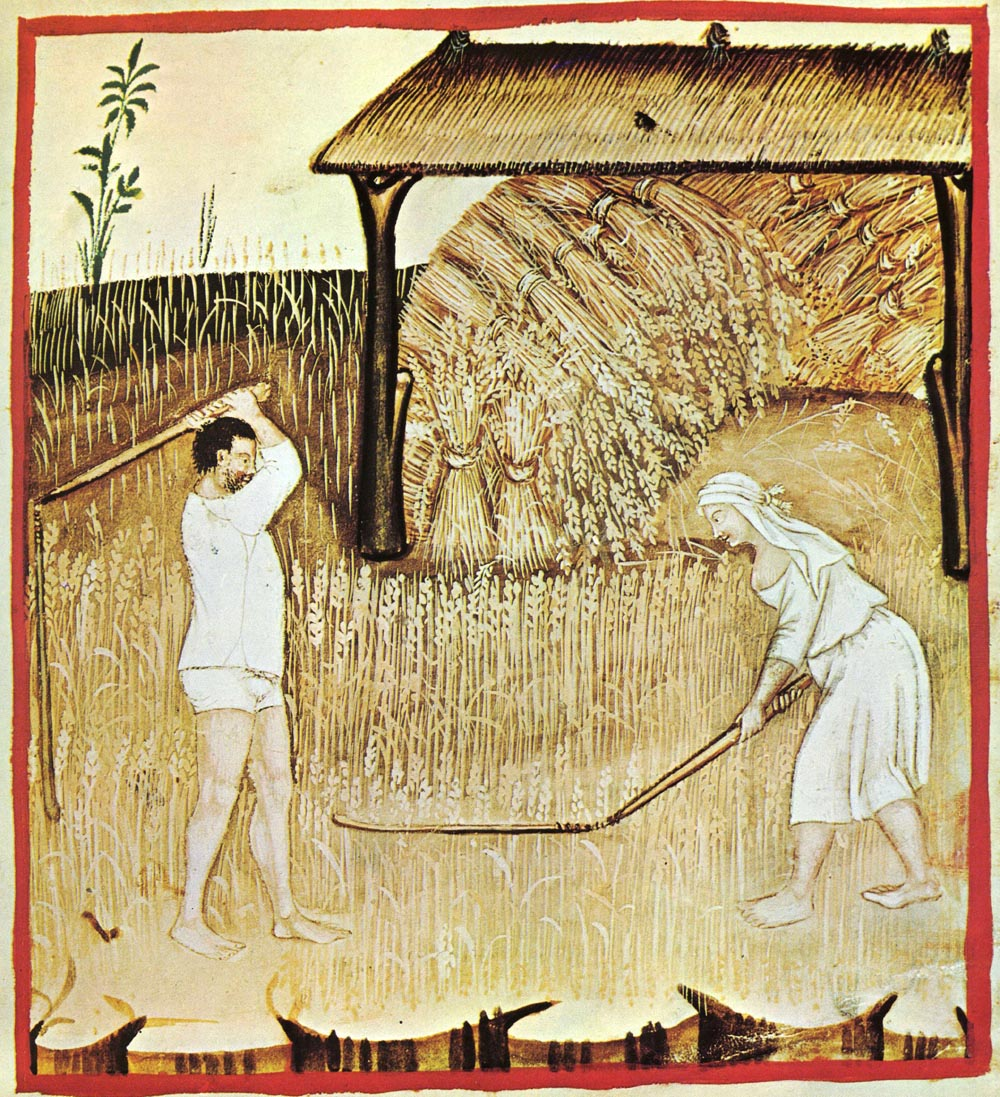
نگاره‌ای از خرمن‌کوبی اثر تاکینا سانیتاتیس، سدهٔ ۱۴ میلادی

هزاران سال است که این گونه گیاهان، در تأمین غذای بشر نقش حیاتی ایفا می‌کنند. باستان‌شناسان جوامع ابتدایی توانسته‌اند از ویرانه‌های قدیمی مراکز سکونت انسان، دلایلی به‌دست آورند که نشان می‌دهد غلات در تمدن‌های اولیهٔ بشری هم کشت می‌شده‌اند و برای مثال، گندم در سرزمین حاصلخیز بین‌النهرین به عمل می‌آمده‌است. بین‌النهرین امروزه بخش‌هایی از ترکیه، عراق، سوریه و ایران را تشکیل می‌دهد. شواهد به دست آمده نشان می‌دهد که در ۱۶٫۰۰۰ تا ۱۰٫۰۰۰ سال قبل از میلاد، انسان ما قبل تاریخ در این ناحیه گندم تولید می‌کرده‌است.
همچنین هر جا که جامعه‌ای تشکیل شده، یکی از انواع غلات در پیدایش آن نقش داشته‌اند؛ مثلاً برنج در تشکیل جوامع نخستین کشور چین و ذرت هم در تشکیل جوامع آفریقایی مؤثر بوده‌اند.

## اهمیت امروزی غلات
در بسیاری از کشورهای آسیایی و آفریقایی، بیش از ۸۰ درصد غذای مردم از غلات تأمین می‌گردد. سهم غلات در غذای مردمان اروپایی ۴۵ تا ۵۵ درصد بوده و در ایالات متحده آمریکا تقریباً ۲۰ تا ۳۰ درصد است.
امروزه نزدیک به ۷۰ درصد سطح زیر کشت یک میلیارد هکتاری جهان را غلات اشغال نموده‌اند. تقریباً نیمی از کل نیازهای غذایی انسان به ویژه در آسیا به‌طور مستقیم از غلات تأمین می‌گردد.
همچنین تولید غلات در مقایسه با دیگر فراورده‌های غذایی از جمله گوشت، تخم‌مرغ، شیر و… بسیار بیشتر است. تولید سالانهٔ غلات در جهان، بیش از یک میلیارد و هفتصد میلیون تن است. گندم، برنج و ذرت سه محصول مهم هستند که هر کدام تقریباً یک چهارم تولید سالانهٔ غلات را تشکیل می‌دهند.
برنج، غذای عمده و روزمرهٔ مردم نواحی گرم و مرطوب است. این غله معمولاً در زمین‌هایی تولید می‌شود که بتوان آن‌ها را در برخی فصول سال غرقاب یا گل- آب نمود. گندم به‌عنوان غله‌ای سازگار، عمدتاً در زمین‌های نه‌چندان حاصلخیز و در مناطقی که آب و هوا برای کشت ذرت مناسب نیست، به عمل می‌آید. گندم از غلاتی است که در نواحی سرد هم کشت می‌شود. این غله در سراسر جهان در فصول مختلفی کشت می‌شود، به‌طوری‌که در هر ماه از سال، گندم در یکی از نقاط جهان در حال برداشت است. ذرت هم به‌عنوان یک گیاه گرمسیری، در مناطقی که رطوبت و دمای کافی در فصل زراعت فراهم باشد، رشد می‌نماید.

## ارزش غذایی غلات

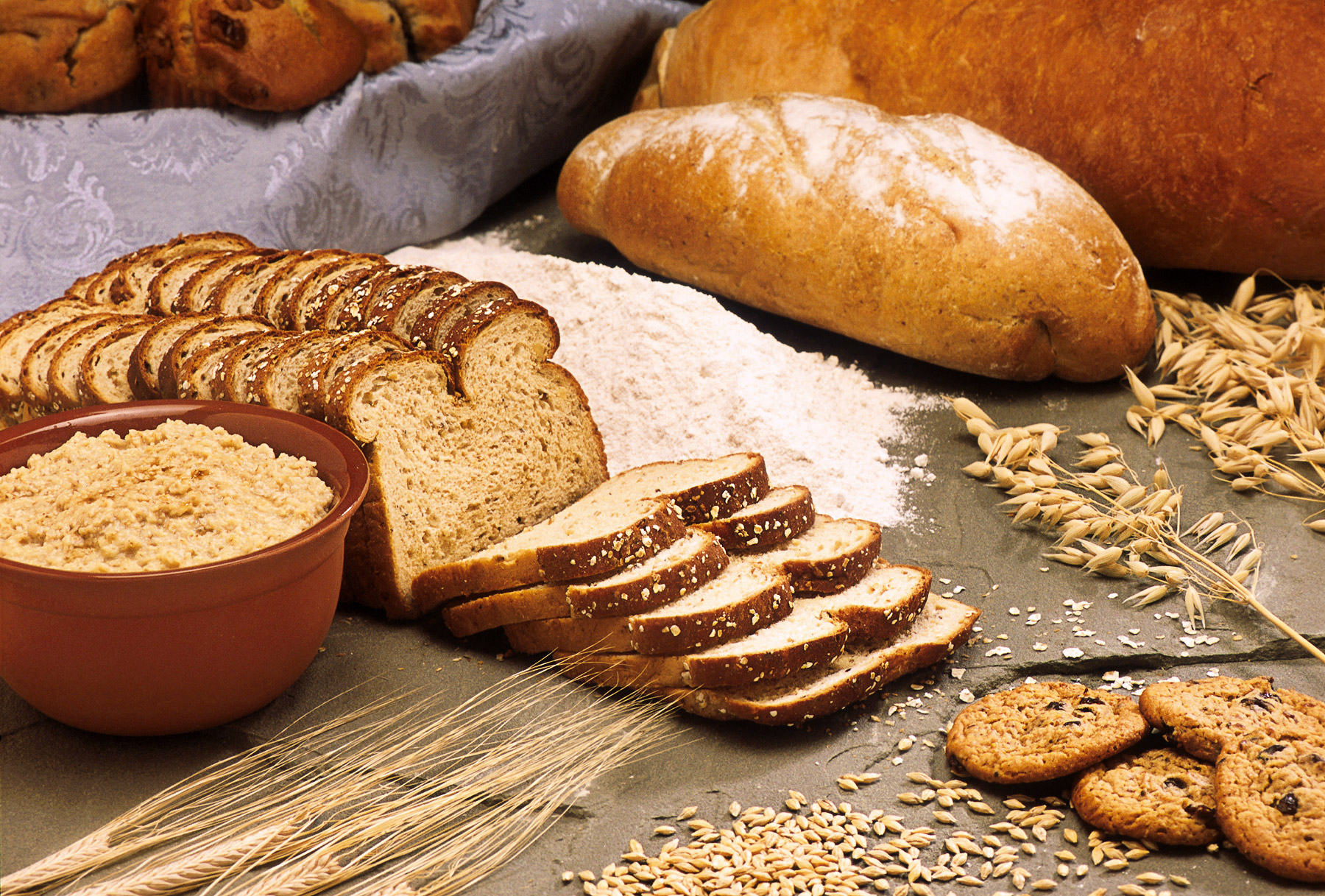
غلات گوناگون و محصولاتشان

غلات منبع انرژی برای انسان هستند. در کشورهای در حال توسعه، این دسته مواد تمام رژیم غذایی را در بر می‌گیرند. غلات حاوی کربوهیدرات، پروتئین، چربی، مواد معدنی و انواع ویتامین هستند که البته ضمن مراحل مختلف نگهداری و تهیه، ممکن است بخشی از مواد مغذی مذکور از بین برود.
دانهٔ غلات که کاریوپس یا گندمه نام دارد، منبع خوبی برای تغذیهٔ انسان است. میزان پروتئین برنج از گندم کمتر است. میزان ویتامین‌های ضروری (از جمله تیامین) برنج صیقل داده شده هم از برنج قهوه‌ای کمتر است، چون سبوس خود دارای ویتامین‌های گوناگونی است که در مرحلهٔ صیقل‌دهی از برنج جدا می‌گردد. با وجود همهٔ مزایایی که ذکر شد، غلات غذای کاملی به‌شمار نمی‌آیند و مصرف این مواد به تنهایی نمی‌تواند یک رژیم غذایی متعادل و کامل محسوب گردد.
میزان پروتئین و در واقع اسیدهای آمینهٔ غلات و همچنین ویتامین موجود در آن‌ها محدود است. برای این‌که یک فرد بالغ بتواند ۶۵ تا ۸۰ گرم پروتئین مورد نیاز خود را تنها از طریق غلات تأمین کند، باید مقدار بسیار زیادی از این دسته مواد بخورد که در عوض، به دلیل این‌که غلات حاوی کربوهیدرات هستند، فرد ممکن است چاق شود. بسیاری از پروتئینهای گیاهی به همین دلیل که اسیدهای آمینه کافی ندارند نمی‌توانند به تنهایی در رژیم غذایی افراد مورد استفاده قرار گیرند، بلکه در کنار آن‌ها باید از پروتئین‌های حیوانی و سبزیجات و حبوبات هم استفاده نمود. البته پروتئین‌های حیوانی که از انواع حیوانات تأمین می‌شوند، خود متکی بر منابع گیاهی و از جمله غلات هستند. چون اغلب از انواع گیاهان و غلات، به عنوان خوراک دام استفاده می‌شود.
امروزه مهندسین ژنتیک سعی می‌کنند تا با اصلاح نباتات، غلاتی با پروتئین‌هایی که اسیدهای آمینهٔ ضروری بیشتری داشته باشند، تولید نمایند. مقدار دو اسید آمینهٔ ضروری به نام‌های لیزین و ایزولوسین در غلات کم است و تمام متخصصان اصلاح نباتات تلاش می‌کنند غلاتی که میزان بیشتری از این دو نوع اسید آمینه داشته باشند را تولید نمایند.
غلات بیشترین شکل انرژی خود را به صورت نشاسته عرضه می‌کنند. استفاده از دانهٔ کامل غلات، منبع خوبی برای فیبر گیاهی و اسیدهای چرب ضروری است. از برنج به صورت پخته یا آرد برنج استفاده می‌شود. معمولاً غلات را برای استفاده تبدیل به آرد می‌کنند. گندم یکی از این غلات است که بیشتر، آرد آن به کار می‌رود. از انواع غلات آرد شده در تهیهٔ نان، پاستا، دسر، پیراشکی، کلوچه و… استفاده می‌کنند. البته آرد را گاهی از سیب‌زمینی، شاه‌بلوط، حبوبات و… هم تهیه می‌کنند.

## آب و هوای مناسب برای رشد غلات

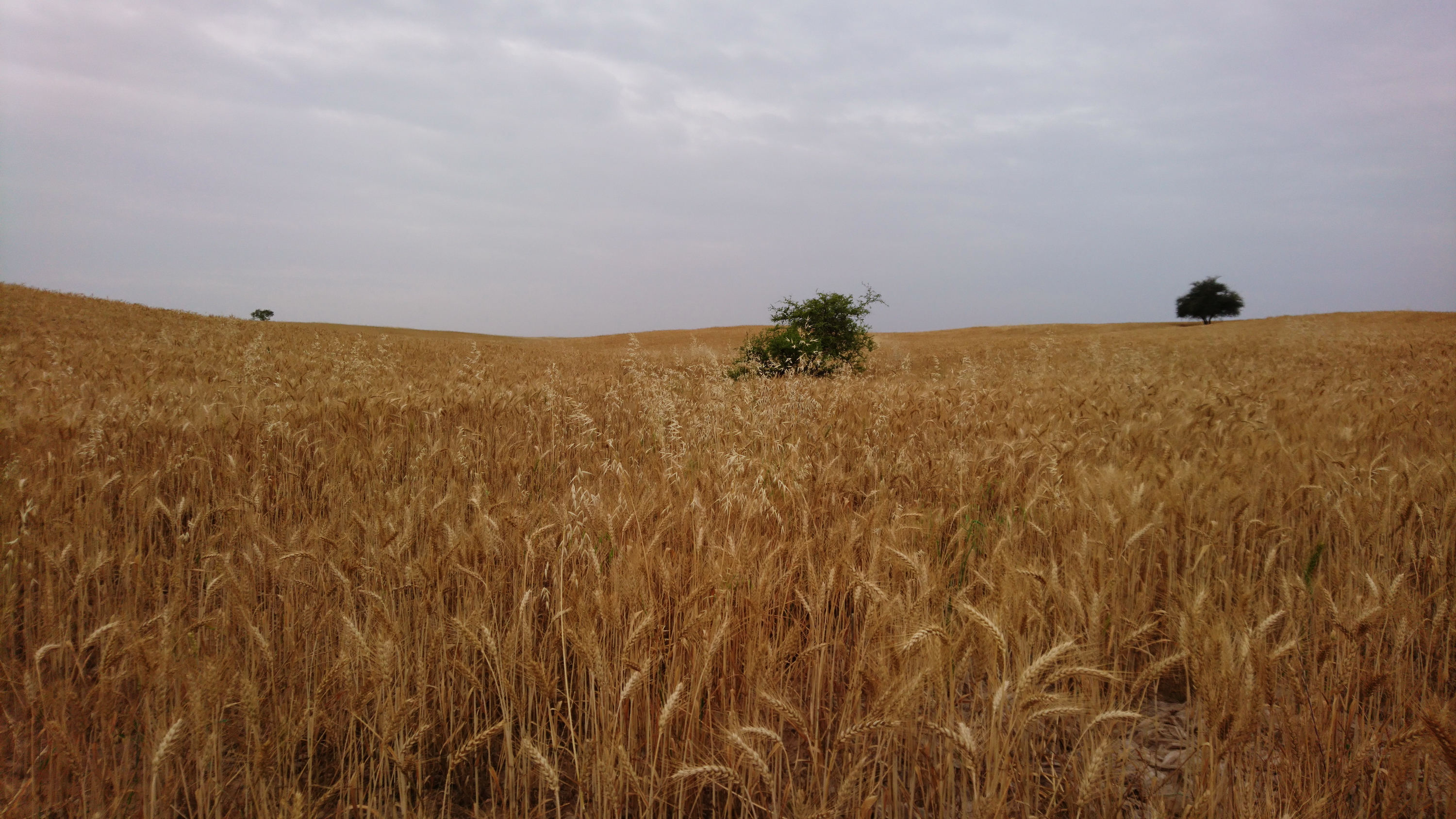
گندم‌زاری در بهبهان

عوامل مختلف آب و هوایی قادرند طرز رشد، میزان عملکرد و همچنین کیفیت محصول را تحت تأثیر قرار دهند؛ بنابراین تولید اقتصادی هر نوع غله در هر ناحیه، کاملاً تابع شرایط آب و هوایی است. گندم، جو و چاودار که به دلیل کوچک بودن بوته‌شان، غلات کوچک نام می‌گیرند، به بارندگی سالیانه ۳۰۰ تا ۱۳۰۰ میلی‌متر نیاز دارند و به صورت دیم هم کشت می‌شوند.
برنج به حرارت و بارندگی کافی (یا آبیاری کافی) نیاز دارد. معمولاً برنج دیم در نواحی که سالانه نزدیک به ۱۰۰۰ میلی‌متر یا بیشتر بارندگی دارند کشت می‌شود. ذرت هم با این‌که یک گیاه گرمسیری است در آب و هوا و ارتفاعات مختلف از نواحی پست تا ارتفاع ۳۰۰۰ متری از سطح دریا کشت می‌گردد.
جو از همهٔ غلات مقاوم‌تر است و می‌توان آن را حتی در سرزمین سیبری هم کاشت. گندم از همهٔ غلات رایج‌تر است. معمولاً گیاهان سردسیری را در نواحی گرمسیری، البته در نواحی بلند و خنک کوهستانی می‌کارند که در این صورت، کشاورزان می‌توانند به دلیل شرایط مساعد و خنکی کوهستان‌های نواحی گرمسیر، هرساله چند بار غلات بکارند.
غلات گرمسیری را در نواحی پست گرمسیری که آب و هوای معتدلی دارند می‌کارند و همچنین می‌توان این غلات را در نواحی معتدل، البته در فصل‌هایی که سرما و یخبندان نباشد کشت نمود. معمولاً این دسته، انواع بهاره و زمستانی دارند.

## ساختمان دانهٔ غلات
دانهٔ غلات، میوهٔ خشکی است که اصطلاحاً به آن گندمه و به زبان عامیانه دانه یا غله می‌گویند. این دانه دارای چندین لایهٔ خارجی بوده که خارجی‌ترین لایه را پریکارپ می‌نامند و همچنین دو قسمت به نام‌های آندوسپرم و گیاهک دارد. غشای تخمدان، پوست دانه و لایهٔ آلورون که در مجموع سبوس را تشکیل می‌دهند، در مرحلهٔ تهیه آرد از غلات جدا می‌شوند. حتی گاهی گیاهک را هم از دانه جدا نموده و با سبوس مخلوط می‌نمایند. سبوسی که گیاهک داشته باشد، پروتئین بیشتری نسبت به آندوسپرم نشاسته‌ای دارد. چون پروتئین گیاهک از هر قسمت دیگری در دانه بیشتر است. آردی که در تهیهٔ آن از تمام قسمت‌های دانهٔ غلات استفاده نموده باشند نسبت به آرد سفید، که برای تهیهٔ آن سبوس و گیاهک را جدا نموده‌اند دارای مواد مغذی بیشتری است.

## مراحل رشد غلات
دورهٔ رشد غلات شامل مراحل جوانه‌زنی، پنجه‌زنی، تشکیل روزت، ساقه رفتن، تشکیل گل و تشکیل میوه است که هر کدام از این مراحل را به اختصار در اینجا توضیح می‌دهیم:

### جوانه‌زنی
این مرحله با نفوذ ریشه در پوست دانه و غشای تخمدان آغاز می‌شود. ریشهٔ اولیه چندان پُرپُشت نیست، اما ریشه‌های ثانویه که شامل ریشه‌های نابه‌جا هم می‌شود، در مراحل اولیهٔ رشد به وجود خواهند آمد که این ریشه‌های ثانویه قوی‌تر بوده و قدرت کافی برای نگه داشتن گیاه در خاک را دارند.

### پنجه‌زنی
پس از آن‌که اولین برگ‌های گیاه، سطح خاک را شکافت و ساقهٔ اصلی شروع به رشد نمود، مرحلهٔ پنجه‌زنی آغاز می‌گردد؛ یعنی جوانه‌های محل اتصال برگ‌های پایینی به ساقه، فعال شده و شروع به رشد می‌کنند.

### تشکیل روزت
برگ‌های گیاه در فاصلهٔ دو مرحلهٔ پنجه‌زنی و ساقه رفتن رشد نموده و بلند می‌شوند و مجموعه‌ای برگ را در ابتدای ساقه ایجاد می‌کنند. این مرحله را تشکیل روزت می‌نامند.

### ساقه رفتن
در این مرحله ساقه طویل می‌شود. در اوایل این مرحله، گل‌آذین هم تشکیل می‌شود.

### تشکیل گل‌آذین
در این مرحله گل‌آذین بوته از داخل غلاف خارج می‌شود. گل کردن غلات معمولاً زمانی که گل‌آذین داخل غلاف است یا بلافاصله پس از تشکیل گل‌آذین صورت می‌گیرد. گل‌های گیاهان خانواده گندمیان، به‌صورت گروهی به وجود می‌آیند. منظور از گل‌آذین، آرایش گُل یا طرز قرار گرفتن گل روی ساقه است. مجموع چند گلچه که روی محور گل‌آذین است را سنبلچه می‌گویند.

### میوه
زمانی که میوه می‌رسد، غشای تخمدان نازک شده و به پوست دانه می‌چسبد. این گونه میوه‌ها را گندمه گویند، مثل دانهٔ گندم، ذرت و چاودار. دانهٔ بعضی غلات حتی پس از برداشت هم داخل غلاف باقی می‌ماند، مثل برنج و جو.

## برداشت محصول

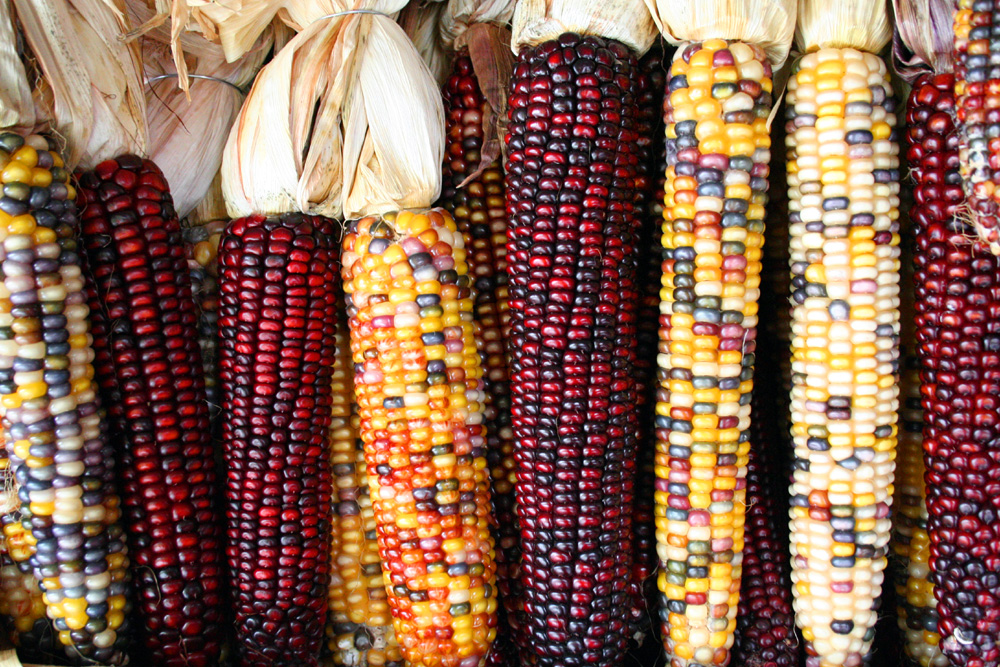
خوشه‌های ذرت رنگی

برداشت غلات باید به موقع صورت گیرد. برداشت زودتر یا دیرتر از موقع محصول، موجب کاسته شدن کیفیت آن می‌شود. تأخیر دربرداشت غلات دانه‌ریز، سبب ریزش دانه، خوابیدگی یا شکستن بوته‌ها در کشتزار و در نهایت، کاهش میزان مادهٔ خشک می‌گردد. برداشت زودهنگام محصول هم موجب پایین آمدن کیفیت غلات می‌گردد.
وزن دانه‌ها تا زمان رسیدن دانه افزایش می‌یابد، ولی پس از آن رو به کاهش می‌گذارد. همچنین دانه‌های نارسی که زودهنگام برداشت می‌شوند، چه در کشتزار و چه در انبار، بیشتر در معرض آسیب‌های ناشی از گرما و آفات از جمله کپک‌زدگی قرار می‌گیرند. زمان مناسب برای برداشت دانه، هنگامی است که آندوسپرم دانه‌های غلات، سفت شده و میزان رطوبت آن هم به ۱۸ درصد رسیده باشد.
در کشورهای توسعه‌یافته برای دروی محصول تنها از وسایل مکانیکی همچون کمباین استفاده می‌شود. اما در کشورهای در حال توسعه از روش‌های گوناگونی همچون استفاده از داس برای برداشت محصول استفاده می‌نمایند.